# Eternamente Pagu
Eternamente Pagu é um filme brasileiro de 1988, o primeiro dirigido por Norma Benguell, sobre a vida da escritora e jornalista Patrícia Rehder Galvão, mais conhecida como Pagu.  A escritora fez parte do Modernismo (embora não tenha participado da Semana de Arte Moderna, por ter apenas 12 anos na época). São também personagens do filme outras personalidades do período, como Tarsila do Amaral e Oswald de Andrade.
O filme foi produzido pela Embrafilme, Flai Cinematográfica, Sky Light e Maksoud Plaza, com distribuição da Embrafilme e da Riofilme. O filme tem direção de fotografia de Antônio Luís Mendes, trilha sonora de Turíbio Santos e Roberto Gnatalli, edição de som de Walter Goulart, desenho de produção e direção de arte de Alexandre Meyer, figurino de Carlos Prieto, e edição de Dominique Paris.

## Sinopse
Pagu foi uma importante escritora e poetisa brasileira engajada no movimento Modernista de 1922. Esse filme conta a sua vida.

## Elenco[2]
- Carla Camurati .... Patrícia Galvão (Pagu)
- Nina de Pádua .... Sideria
- Antônio Fagundes .... Oswald de Andrade
- Esther Góes .... Tarsila do Amaral
- Otávio Augusto .... Geraldo Ferraz
- Norma Benguell .... Elsie Houston
- Paulo Villaça ....Thiers Galvão de França (pai de Pagu)
- Antônio Pitanga ....Herculano
- Breno Moroni.... Raul Bopp / Palhaço Piolim
- Kito Junqueira ... Waldemar Belisário
- Suzana Faini ... Adélia Rehder
- Maria Sílvia...Dona Arlete (diretora do colégio)
- Beth Goulart ...Francesa no filme
- Marcelo Picchi...Jean (ator francês)
- Carlos Gregório... Médico de Pagu
- Eduardo Lago...Olympio Guilherme
- Ariel Coelho
- Milita Angola - Lia Navarro (canta o Hino da Liberdade de Maria Werneck)

## Prêmios
Festival de Gramado 1988
- Venceu nas categorias de Melhor Atriz (Carla Camurati) e Melhor Trilha Sonora.
- Indicado na categoria de Melhor Filme.

IV Rio-Cine Festival
- Prêmio Sol de Ouro de Júri Popular nas categorias de Melhor Fotografia e Atriz Coadjuvante (Esther Góes)

II Festival de Cinema de Natal
- Premiado na categoria de Melhor Atriz (Carla Camurati)